# Omán címere

Omán címere

Omán címere két egymást keresztező kardot ábrázol egy handzsárral. A három fegyvert egy lánc köti össze. Az embléma fehér színű, vörös kontúrokkal. A jelkép a 18. század közepe óta létezik.